# Dirck van Cloon

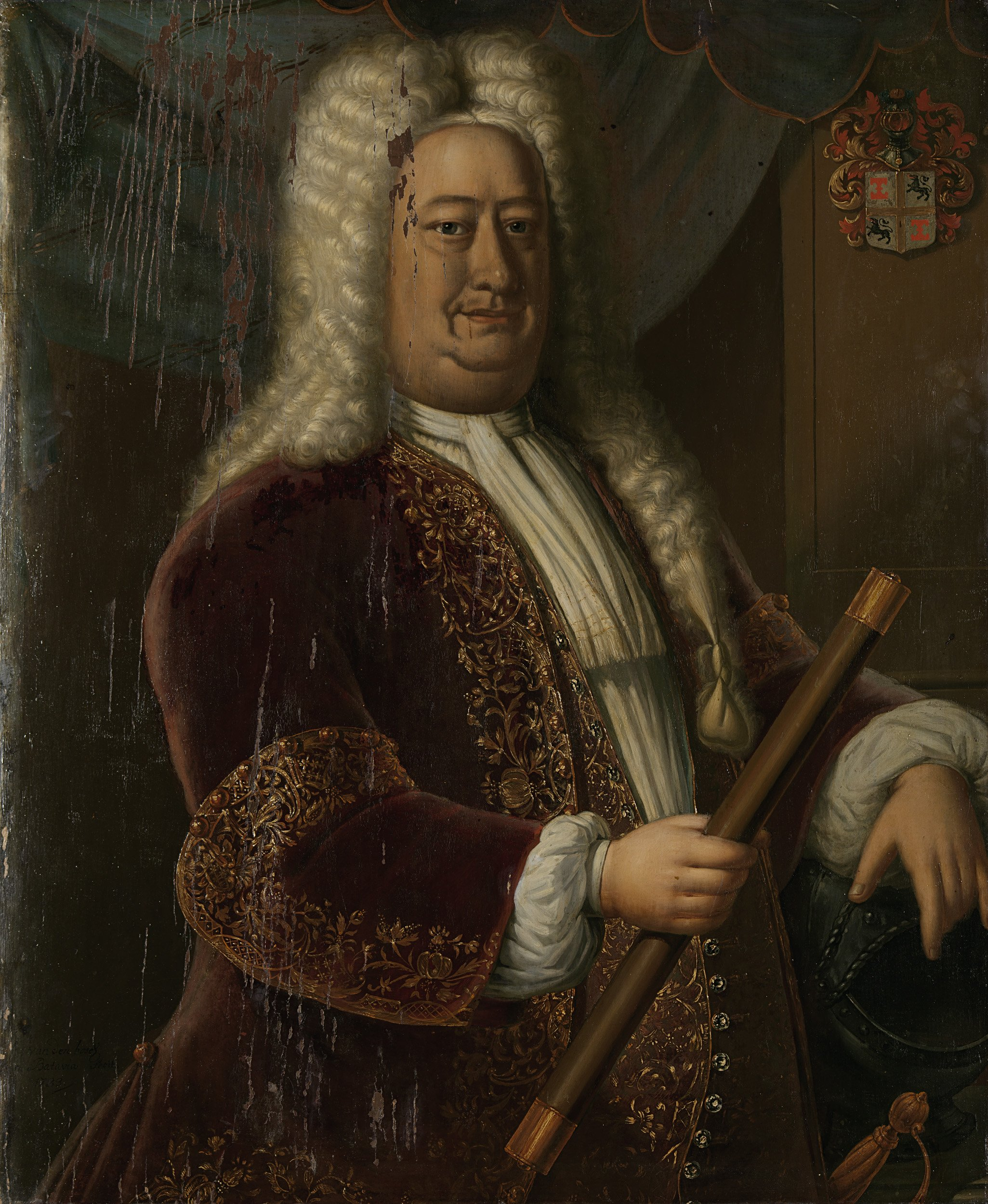
Dirck van Cloon

Dirck van Cloon (auch Theodoor van Cloon) (* 1684 in Batavia; † 10. März 1735) war von 1732 bis 1735 Generalgouverneur von Niederländisch-Indien. In seine Amtszeit fiel der Zusammenbruch des Zuckermarktes, was zur Arbeitslosigkeit und infolgedessen zum Aufstand unter chinesischen Plantagenarbeitern führte.